# Esther Vanhomrigh
Esther Vanhomrigh, connue sous le pseudonyme de Vanessa, est une écrivaine irlandaise d'origine hollandaise, née vers 1688 et morte le 2 juin 1723.
Elle est l'amante de longue date et la correspondante de Jonathan Swift. Les lettres qu'il lui adresse ont été publiées après sa mort.

## Origine du pseudonyme
Son nom de fiction Vanessa est créé par Swift. Il est composé du Van de son nom de famille, Vanhomrigh, et de Esse, diminutif de son prénom, Esther.
Esther Vanhomrigh apparaît sous le nom de Vanessa dans le poème de Swift Cadenus et Vanessa (1713).

## Biographie

### Enfance
Esther est la fille de Bartholomew Vanhomrigh, marchand à Amsterdam et plus tard à Dublin, qui est nommé surintendant des magasins par le roi William lors de son expédition en Irlande. Bartholomew est maire de Dublin en 1697 et 1698.
Sa mère, également prénommée Esther, est la fille de John Stone, un commissaire des recettes irlandais. Elle grandit à Celbridge Abbey dans le comté de Kildare.
Son père meurt en 1703 et sa mère déménage avec sa famille à Londres en 1707.

### Rencontre avec Jonathan Swift
Esther fait la connaissance de Swift en décembre 1707 à Dunstable, alors que la famille est en route pour Londres, où leur intense relation de 17 ans débute. Elle a 22 ans de moins que Swift qui devient son précepteur.
Après la mort de sa mère en 1714, Esther retourne à Celbridge Abbey, en Irlande, avec Swift qui rompt avec elle après une liaison de 17 ans, préférant  une autre femme, Esther Johnson, surnommée Stella, en 1723. Swift connait Stella depuis environ 1690, jeune fille de la maison de son employeur, Sir William Temple. Il est possible qu'ils se soient mariés secrètement en 1716. Esther aurait demandé à Swift de ne plus revoir Stella. Il semble qu'il ait refusé, mettant ainsi un terme à leur relation.

### Dernières années
Esther meurt le 2 juin 1723, probablement de la tuberculose contractée en soignant sa sœur Mary. Certains ont accusé Swift d'avoir causé sa mort par inadvertance. Quoique son père l'eut bien dotée, elle est accablée par les dettes accumulées par sa mère et son frère Bartholomew. Dans son testament, elle nomme Robert Marshall et George Berkeley co-exécuteurs et légataires résiduels conjoints de sa succession, bien qu'ils ne soient pas de ses proches. Le règlement des dettes entame largement la succession. Les lettres que Swift lui a adressées sont publiées après sa mort. L'écrivain n'est pas mentionné dans son testament, peut-être une dernière revanche contre un homme dont l'abandon lui a fait « vivre une vie comme une mort languissante ».

## Postérité

### Arts et lettres
L'artiste préraphaélite John Everett Millais peint Esther tenant une lettre, vraisemblablement écrite à ou de Swift en 1868, plus de 100 ans après sa mort. Comme il n'existe aucun portrait contemporain d'Esther connu et qu'il n'existe qu'une évocation succincte de son apparence, ce portrait, intitulé Vanessa, est imaginaire.
Margaret Louisa Woods écrit un roman inspiré par sa vie, intitulé Esther Vanhomrigh (1891).
Elizabeth Myers, belle sœur de John Cowper Powys, écrit un roman intitulé The Basilisk of St. James, (Londres, 1945, Chapman et Hall), qui a pour protagoniste principal Jonathan Swift. Au centre de l'intrigue se trouve le conflit personnel autour des relations de Swift avec Esther Vanhomrigh et Esther Johnson.
Dans le film Words Upon the Window Pane en 1994, basé sur la pièce de William Butler Yeats, Esther Vanhomrigh est jouée par Orla Brady : l'intrigue met en scène une session de spiritisme à Dublin dans les années 1920 où les fantômes de Swift, Stella et Vanessa reprennent leur querelle après 200 ans.

### Toponymie
Un quartier de l'hôpital St Patrick est nommé Vanessa en son honneur.
La tonnelle de Vanessa se trouve près de l'abbaye de Celbridge à Kildare où l'on dit qu'ils ont passé du temps ensemble.
Le pont piéton le plus ancien enjambant la rivière Liffey s'appelle le pont de Vanessa et le barrage porte le nom de Jonathan Swift.